# Oscar Moccia
Oscar Moccia (Napoli, 29 giugno 1898 – Roma, 9 dicembre 1976) è stato un funzionario e prefetto italiano, segretario generale della presidenza della Repubblica dal 1955 al 1962.

## Biografia
Nato a Napoli nel 1898, prese parte alla prima guerra mondiale e al suo rientro si iscrisse all'università, dove conseguì la laurea in giurisprudenza il 13 dicembre 1921. Procuratore legale dal 1924, entrò in servizio al Ministero dell'interno, svolgendo funzioni presso le prefetture di Campobasso (1924-1925), Caserta (1925-1927), Foggia (1927) e Frosinone (dal 1927). Il 27 ottobre 1940 venne nominato commendatore della Corona d'Italia.
Messo a riposo nel febbraio 1945 per essersi rifiutato di aderire alla Repubblica Sociale Italiana, poté riprendere servizio dopo la liberazione. Fu vice-prefetto a La Spezia (1946-1948) e prefetto di Macerata (1948-1950), Livorno (1950-1952), Reggio Calabria (1952-1954) e Bologna (1954-1955). Il 12 maggio 1955 venne nominato segretario generale della Presidenza della Repubblica dal presidente Giovanni Gronchi. Il 6 agosto 1963 fu nominato consigliere di Stato e infine collocato a riposo in data 10 aprile 1967. Morì nel 1976.